# Schizoporella unicornis
Schizoporella unicornis is een mosdiertjessoort uit de familie van de Schizoporellidae. De wetenschappelijke naam van de soort is voor het eerst geldig gepubliceerd in 1844 door Johnston in Wood.